# Galago
Galago es un género de primates arborícolas nocturnos. Se distribuyen por el África subsahariana, incluyendo las islas de Fernando Poo y el archipiélago de Zanzíbar. Son probablemente los primates más numeroso de África y se pueden encontrar en todos los grandes bosques del continente, habitando áreas boscosas, sabanas, matorrales ribereños y bosques abiertos.

## Descripción
Los gálagos son pequeños primates, con ojos grandes, piel lanuda suave y una cola larga. Las diferentes especies a veces son indistinguibles, aun cuando se comparan una al lado de la otra. Además, suele haber una variación notable en el color y el tamaño corporal, incluso dentro de las especies y poblaciones. Su pelaje varía entre las regiones del cuerpo, desde gris plateado a marrón, siendo ligeramente más claro en las partes ventrales. Algunas especies tienen una banda nasal, mientras que otras tienen distintos anillos oscuros alrededor de los ojos.

## Comportamiento
Los galágos son arborícolas y son capaces de saltar grandes distancias, hasta ya veces más de 2,5 metros, utilizando discos planos en sus pies y manos que les ayudan a saltar y a agarrar ramas.
Son animales nocturnos y solitarios, se alimentan de noche y duermen durante el día. Por lo general, galágos son solitarios, pero se pueden encontrar durmiendo en grupos de 2 a 7 durante el día. Por la noche, los grupos se separan para alimentarse de forma independiente. Los machos son en su mayoría agresivos entre sí; los machos dominantes son los únicos que defienden territorios y, a menudo, son los más grandes y agresivos. Los gálagos se comunican llamándose entre ellos y marcando su camino con su orina. Hay hasta 18 convocatorias distintas, que se utilizan principalmente para publicidad territorial y espaciamiento de larga distancia.

## Distribución
Los gálagos se distribuyen por la mayor parte del África subsahariana, desde Senegal al este hasta Somalia y hasta Sudáfrica (excepto en su extremo sur) y están presentes en casi todos los países intermedios. Sin embargo, existen grandes diferencias en su extensión y distribución por especies. G. senegalensis es la especie más extendida y se extiende desde Senegal en el oeste a través de África central hasta África oriental. G. moholi tiene una amplia distribución en gran parte del sur de África. G. gallarum tiene distribuciones más restringidas en África oriental, y G. matschiei está restringido a Uganda.

## Especies
El género incluye las siguientes especies:
- Galago gallarum Thomas, 1901
- Galago matschiei Lorenz, 1917
- Galago moholi A. Smith, 1836
- Galago senegalensis É. Geoffroy, 1796

Otras especies que en el pasado fueron adscritas a este género son:
- Galago alleni Waterhouse, 1838 – Sciurocheirus alleni[8]
- Galago cameronensis (Peters, 1876) – Sciurocheirus alleni cameronensis[8]
- Galago demidoff (Fischer, 1806) – Galagoides demidoff
- Galago gabonensis (Gray, 1863) – Sciurocheirus gabonensis[8]
- Galago granti Thomas & Wroughton, 1907 – Paragalago granti[9]
- Galago makandensis – Sciurocheirus makandensis (Ambrose, 2013)[10]
- Galago nyasae Elliot, 1907 – Paragalago granti[9]
- Galago orinus Lawrence & Washburn, 1936 – Paragalago orinus[9]
- Galago rondoensis Honess, 1997 – Paragalago rondoensis[9]
- Galago thomasi Elliot, 1907 – Galagoides thomasi[11]
- Galago zanzibaricus (Matschie, 1893) – Paragalago zanzibaricus[9]